# Walter Porter
Pour les articles homonymes, voir Porter.
Walter Harold Porter (né le 30 août 1903 à York et décédé le 3 août 1979 à York) est un athlète britannique spécialiste du demi-fond. Son club était le York Harriers & Athletic Club.

## Biographie

### Palmarès
| Date | Compétition           | Lieu  | Résultat | Épreuve            | Performance |
| ---- | --------------------- | ----- | -------- | ------------------ | ----------- |
| 1924 | Jeux olympiques d'été | Paris | 2e       | 3 000 m par équipe | 14 pts      |

### Records
| Épreuve      | Performance  | Lieu    | Date    |
| ------------ | ------------ | ------- | ------- |
| Mile         | 4 min 21 s 8 |         | 1923    |
| 3 000 mètres | Inconnu      | Inconnu | Inconnu |